# جروفيد أب لولين فاور

شعار نبالة أسرة لولين.

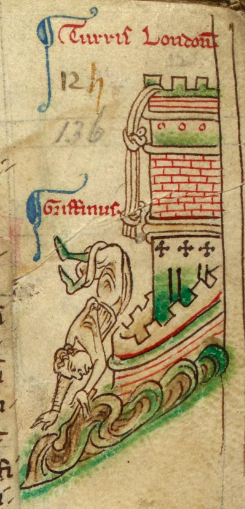
رسم لجروفيد أپ لولين فاور وهو يسقط من برج لندن أثناء محاولته الهرب.

جروفيد أپ لولين فاور (قرابة سنة 1198 – 1 مارس 1244)، هو الابن البكر للأمير جروفيد الكبير صاحب غوينيد الواقعة بشمال ويلز. أمّه هي «تانگوسل»، التي يُحتمل أن تكون قد توفيت أثناء طفولته.

## أخذه رهينة
كان جروفيد أحد أبناء أمير ويلز الذين أخذهم يوحنا ملك إنجلترا رهائن أثناء صباهم، وذلك كعربون ولاء والدهم للملك الإنجليزي. توفي أمير ويلز في سنة 1240، ووفقًا لقانون الإمارة كان ينبغي أن ينظر الأعيان في أمر جروفيد ليحددوا ما إذا كان يمكن انتخابه ليتولى العرش بعد والده، غير أن أباه كان قد استبعده واختار مكانه ابنه من زوجته الثانية جوان، المدعو «دافيد» ليرث عرش الإمارة، وكان قد بذل النفس والنفيس ليرفع من شأن هذا الابن ويفرضه على الأعيان، علمًا منه أن هؤلاء سيدعمون وصول جروفيد لسدّة العرش بما أنه ويلزي صرف، بينما كان أخاه اللاشقيق نصف إنجليزي.

## أسره
بعد أن تولّى دافيد عرش غوينيد أمر بأسر أخاه اللاشقيق جروفيد، غير أن الأخير لم يقبع طويلاً في السجن، ففي سنة 1241 تمكن الملك هنري الثالث من اجتياح ويلز وأرغم الأمير على القبول بوضع جروفيد في عهدته، أي عهدة الملك الإنجليزي، ثم أرسله إلى لندن حيث أودع في برجها الشهير. اقترحت زوجة جروفيد المدعوة «سينينا»، اقترحت على الملك أن يُطلق سراح زوجها وابنهما الأكبر «أوين» مقابل 600 مارك وأن تسلمه ولديها الأصغرين: «دافيد» و«رودري»، كضمانة حتى تدفع كامل المبلغ. فوافق الملك على هذا العرض، لكنه لم يُنفذ ما وعد به على الرغم من ذلك، فأبقى جروفيد وابنه في «ضيافته»، لا سيما وأنه اعتبرهما أداة ضغط على أمير ويلز وسلاح يشهره بوجهه.

## وفاته
توفي جروفيد وهو يُحاول الهرب من برج لندن في سنة 1244. ويُقال بأنه ربط عدّة أقمشة ببعضها وصنع منها حبلاً وألقاها من النافذة وحاول أن يهبط إلى الأرض بواسطتها، لكن الحبل لم يتحمل ثقله، فتمزق وسقط ليُلاقي حتفه. اكتُشفت جثته في اليوم التالي من قبل يومن الحرس عند قاع البرج الأبيض، حيث سقط من علو يُناهز تسعين قدمًا. تقع النافذة التي حاول الهروب منها في الجهة الجنوبية من البرج على الطابق العلوي، وقد قام الحرّاس بسدّها بالطوب بعد ذلك، وما زالت على هذه الحال حتى اليوم.
قام رُهبان ديريّ وادي نهر الزهور وأبركونوي الوليزيين في عام 1248 بنقل رفات جروفيد إلى مسقط رأسه في ويلز حيث وري الثرى إلى جانب والده في دير أبركونوي.

## خلفاؤه
بعد موت جروفيد، تنازع أبناؤه الأربعة: أوين، ولولين، ودافيد، ورودري، على السلطة. وبعد فترة من النزاع آل الحكم إلى وليليولن الذي تفرّد بحكم أجزاء واسعة من ويلز، وفي وقت لاحق رُزق بابنتان: گولادس، ومرغريت.